# Carpathonesticus lotriensis
Espèce
Carpathonesticus lotriensis est une espèce d'araignées aranéomorphes de la famille des Nesticidae.

## Distribution
Cette espèce est endémique de Roumanie.

## Publication originale
- Weiss, 1983 : Carpathonesticus lotriensis n. sp., eine neue Höhlenspinne aus Rumänien (Arachnida, Araneae, Nesticidae). Reichenbachia, vol. 21, p. 107-112.